# Eremippus simplex
Eremippus simplex är en insektsart som först beskrevs av Eduard Friedrich Eversmann 1859.  Eremippus simplex ingår i släktet Eremippus och familjen gräshoppor.

## Underarter
Arten delas in i följande underarter:
- E. s. simplex
- E. s. maculatus